# Mustapha Ishak-Boushaki
Mustapha Ishak-Boushaki, auch Mustapha Ishak, (* 7. Oktober 1967 in Thénia, Provinz Boumerdes, Kabylei, Algerien) ist ein algerischer theoretischer Physiker, der mehrere Beiträge zum Verständnis der Expansion des Universums und des Gravitationslinseneffektes veröffentlichte. Er ist Professor an der University of Texas at Dallas.

## Leben
Ishak-Boushaki begann am 1990 ein Studium der Informatik an der Universität von Quebec in Montreal. 1994 schloss er sein Grundstudium als Bachelor of Science im Fachgebiet der Informatik ab und begann er ein Zweitstudium an der Universität Montreal, das er 1998 als Bachelor of Science in Physik abschloss. Anschließend studierte er bis Ende 2002 an der Queen’s University in Kingston, Ontario und promovierte zum Doctor of Philosophy (Ph.D.) in den Bereichen Kosmologie und Allgemeine Relativitätstheorie bei Kayll Lake (Studies in Inhomogeneous Cosmological Models).
Nach dem Abschluss in Kingston wechselte er als Forschungsmitarbeiter an die Princeton University. Ende Juli 2005 ging er als Assistant Professor an die University of Texas at Dallas, wo er 2011 Associate Professor wurde und 2015 eine volle Professur erhielt.
Seit 2021 ist er Fellow der American Association for the Advancement of Science und seit 2022 Fellow der American Physical Society.

## Forschung
Ishak-Boushaki forscht über Kosmologie und insbesondere der Frage nach den Ursachen der beschleunigten Expansion des Universums (Dunkle Energie und dazu alternativen modifizierten Gravitationstheorien und deren Tests auf kosmologischen Skalen), Gravitationslinseneffekten und deren Anwendung in der Kosmologie, inhomogenen kosmologischen Modellen und exakten kosmologischen Lösungen der Allgemeinen Relativitätstheorie (ART) und Computeralgebra-Anwendungen für Berechnungen in der ART.
Ishak-Boushaki führte einen Inkonsistenzindex (IOI) zur Beurteilung sich widersprechender unterschiedlicher kosmologischer Beobachtungen ein.
Er ist Mitglied der Large Synoptic Survey Telescope (LSST), der Dark Energy Science Collaboration (DESC) und der Dark Energy Spectroscopic Instrument Collaboration (DESI).

## Schriften (Auswahl)
- mit Kayll Lake: Interactive Geometric Database, Including Exact Solutions of Einstein's Field Equations, Classical and Quantum Gravity, Band 19, 2002, S. 505–514
- Remarks on the formulation of the cosmological constant/dark energy questions, Foundation of Physics Journal, Band 37, 2007, S. 1470–1498
- mit Austin Peel, M. A. Troxel: Stringent Restriction from the Growth of Large-Scale Structure on Apparent Acceleration in Inhomogeneous Cosmological Models, Phys. Rev. Lett., Band 111, 2013, S. 251302 (Zusammenfassung auf phys.org).
- Testing General Relativity at Cosmological Scales, Living Reviews in Relativity, Band 22, 2019, S. 1–204, Online